# آرنولد ویدینگ
آرنولد ویدینگ (استونیایی: Arnold Viiding; ۱۹ مارس ۱۹۱۱ – ۱۹ اکتبر ۲۰۰۶) پرتاب‌گر دیسک و وزنه اهل استونی بود.
وی در بازی‌های المپیک تابستانی ۱۹۳۶ شرکت کرده و در مسابقات پرتاب وزنه به مقام هشتم رسیده است.